# De Ysbreeker

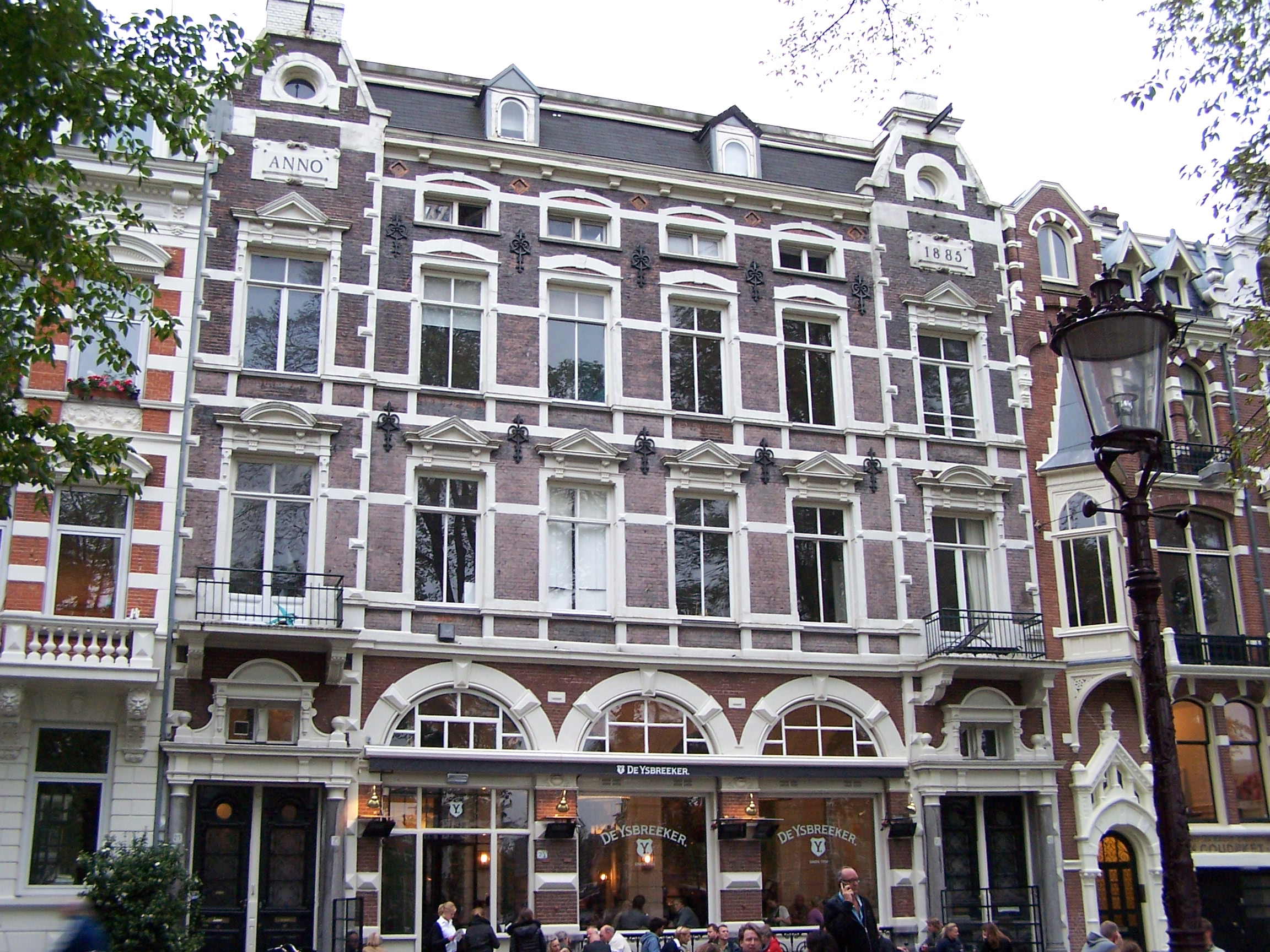
De Ysbreeker aan de Weesperzijde 23.

De Ysbreeker is een café-restaurant aan de Weesperzijde 23 in Amsterdam-Oost. De naam is ontleend aan de ijsbreker die er van 1702 tot rond 1860 voor de deur lag om het water van de Amstel in vorstperioden ijsvrij te houden. Dit was nodig om de vaart vanaf de Amstel naar de Vecht bevaarbaar te houden voor aanvoer van vers water. Het gebouw is tevens een rijksmonument.

## Vooraanstaand
De Ysbreeker was toen een herberg en tapperij. Nadat de ijsbreker in de Amstel was verdwenen, behield de locatie haar functie als café. Grand Café De Ysbreeker op nr. 23 werd, evenals de monumentale Spiegelpanden om de hoek in de Ruyschstraat, in 1884-1885 gebouwd naar ontwerp en onder leiding van bouwmeester  A.L van Gendt die ook het Concertgebouw ontwierp, in opdracht van Bouwmaatschappij De IJsbreker.
Aan het begin van de 20ste eeuw veroverde De Ysbreeker een vooraanstaande plaats in het Amsterdamse artistieke en politieke leven. Het was het centrum van de 'Sturm und Drang'-beweging en een ontmoetingsplek voor gezichtsbepalende figuren van de SDAP. Uit die tijd stamt ook de spelling van De Ysbreeker.
Het Nederlands kampioenschap schaken 1913, de tweekamp tussen regerend kampioen Rudolf Loman en Johannes Esser, werd in een bovenzaal van de Ysbreeker gehouden. Er was veel belangstelling voor deze wedstrijd. Daarom werd gebruik gemaakt van een demonstratiebord. De zetten werden met een huistelefoon naar de benedenzaal geseind, waarop het publiek op het demonstratiebord het verloop van de partijen kon volgen.

## Biljart
Niet lang daarna ontpopte De Ysbreeker zich tot biljartcentrum en spelletjescafé. De Ysbreeker kreeg landelijke bekendheid als een van de belangrijkste biljartcentra van Nederland en introduceerde het zogenaamde Wilhelmina-biljart, een bijzonder zwaar en precies uitgevoerd biljart met een extra 'vijfde' poot. Het Wilhelminabiljart in de huidige Ysbreeker is stille getuige van deze tijd en speciaal aangekocht.

## Na de oorlog
De Tweede Wereldoorlog liet zijn sporen na, zeker ook omdat een groot deel van de gasten Joods was. Toen in november 1941 cafés verboden werden voor Joden moest De Ysbreeker sluiten. Het meubilair werd in december 1941 in Odeon geveild. Direct na de oorlog werd De Ysbreeker een ontmoetingsplek voor iedereen die ondergedoken was of in de kampen zat. Daarna raakte het gebouw in verval, en eind jaren zestig werd het enkel nog gebruikt als opslagruimte.

## Een centrum voor eigentijdse muziek
In de zeventiger jaren van de twintigste eeuw werden de ruimten bezet voor de opvang van jonge mensen met Surinaamse roots. Een periode van leegstand en getouwtrek over de bestemming volgde. Vanaf 1979 huurde het echtpaar Jan Wolff en Maureen Kramer, balletdanseres, het pand. Wolff was actief als hoornist in onder andere De Volharding en het Asko Ensemble. Jan Wolff had een droom: "een centrum voor eigentijdse muziek, een broedplaats waar alle ensembles en componisten uit de hele wereld hun nieuwe vormen en composities konden uitproberen" — maar dan één waar je ook "goed kunt toeven met een goeie espresso".
De eerste vijf concerten in 1980 groeiden al snel uit tot "een jaarlijks gemiddelde van driehonderd", en het personeel groeide "van twee naar veertig". Er werden ook radio- en televisieprogramma's uitgezonden, waaronder het toentertijd bekende literatuurprogramma, de talkshow Hier is... Adriaan van Dis van regisseur Ellen Jens. Maar qua akoestiek en comfort liet de concertlocatie veel te wensen over, en Wolff werkte decennia hartstochtelijk mee aan plannen voor een nieuw muziekcentrum, waarin ook het Bimhuis en andere podia een nieuw tehuis zouden kunnen vinden. Dat werd, in 2005, het Muziekgebouw aan 't IJ.

## Renovatie
Jan Wolff overleed in 2012, en zijn zoon Andreas verbouwde De Ysbreeker in 2010, met de intentie de rijke geschiedenis eer aan te doen maar het café "vele malen groter" te maken zodat het "tegelijkertijd [als] koffie- en theehuis, lunchroom, kroeg, loungeplek, spelletjescafe én restaurant" kon dienen. Daarbij werden de bogen en prachtige vloer bewaard, en ook het Wilhelminabiljart bleef behouden.